# Meurtre de Louise
Le texte peut changer fréquemment, n’est peut-être pas à jour et peut manquer de recul. 
Le titre et la description de l'acte concerné reposent sur la qualification juridique retenue lors de la rédaction de l'article et peuvent évoluer en même temps que celle-ci.
L'affaire du meurtre de Louise est une affaire criminelle française qui concerne une jeune fille de 11 ans prénommée Louise retrouvée morte poignardée le 7 février 2025 dans le bois des Templiers en Essonne.

## Victime
La victime, Louise Lassalle, a 11 ans au moment des faits.

## Les faits

### Disparition
La disparition est signalée à la police le vendredi 7 février 2025 vers 15 h 30. Elle termine ses cours à 14 h, mais ne rentre pas de son collège situé à Épinay-sur-Orge, alors que le trajet ne doit lui prendre qu’une dizaine de minutes,.

### Recherche
Des recherches sont rapidement lancées par les unités de police, de gendarmerie et de pompiers notamment dans le parc boisé des Templiers. Les recherches impliquent des bénévoles, des drones et des hélicoptères.

### Découverte du corps
Le corps est découvert le samedi 8 février vers 2 h 30 du matin à proximité du domicile de la famille par un chien policier.

### Autopsie
L'autopsie est réalisée le samedi après-midi et a établi « la présence de très nombreuses plaies commises avec un objet tranchant dans des zones vitales » et que « à ce stade, aucun élément ne permet d'affirmer que des violences sexuelles ont été commises. ». De même, des « lésions de défense » montrent que Louise s'est « opposée à son agresseur ».

## Enquête
Une enquête pour « meurtre sur mineur de 15 ans » a été ouverte. La silhouette d'un homme avec une attitude suspecte est repérée sur les images de vidéosurveillance, cet homme semble suivre la victime sur le chemin qu'elle emprunte pour rentrer chez elle. L'homme d'une vingtaine d'années porte une doudoune noire et une casquette couverte par la capuche.
Un homme de 23 ans connu de la justice et sa compagne de 20 ans sont d'abord arrêtés au domicile du premier puis libérés après leur garde à vue les mettant hors de cause,.
Puis un homme marginal de 23 ans ainsi que sa mère âgée de 53 ans sont arrêtés à Rouen avant d'être libérés,,.
Enfin, un homme de 23 ans nommé Owen Legrand, connu pour des faits de violence et de vol et qui habite dans le même quartier que Louise, est arrêté et placé en garde à vue le lundi 11 février 2025 vers 20 h,. L'ADN du suspect est retrouvé sur les mains de la victime. La petite-amie et les parents du suspect, âgés de 48 et 49 ans, sont également mis en garde à vue et entendus pour le chef de « non-dénonciation de crime ». Les mains du suspect portent également des griffures et des coupures. Les enquêteurs cherchent à établir une correspondance avec l'homme aperçu sur les images de vidéosurveillance. Sa sœur dit reconnaître son frère sur ces images et signale que la doudoune noire ainsi que la casquette visibles sur la vidéo ont disparu du domicile familial depuis le jour du meurtre.
Le suspect et sa petite-amie (soupçonnée de non dénonciation du crime) sont déférés le 12 février devant le parquet. La garde à vue des parents du suspect est levée.

### Aveux

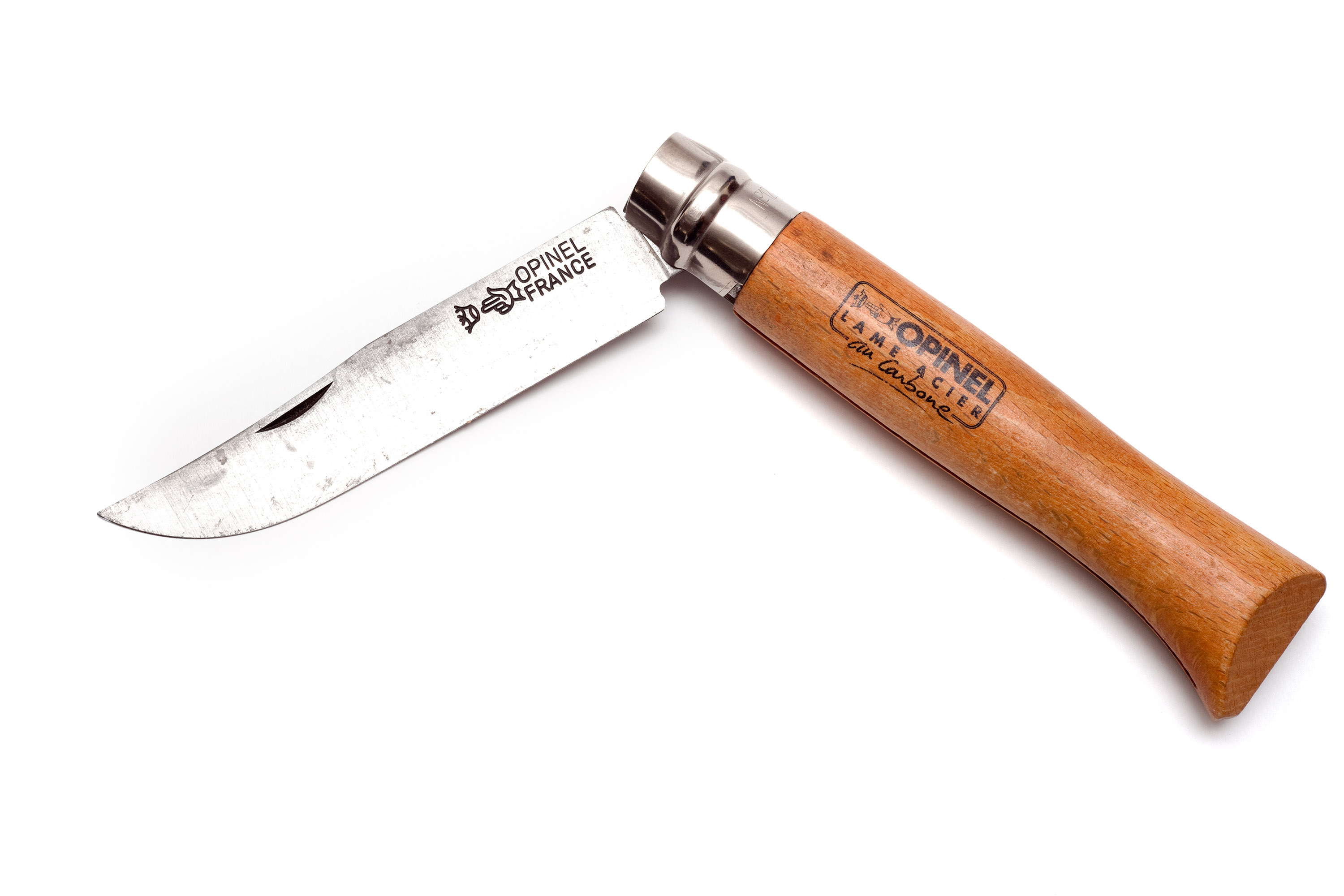
Le type d'arme qui aurait été utilisé pour le meurtre.

Le procureur de la République annonce que le principal suspect reconnaît les faits. Les enquêteurs exploreraient la piste selon laquelle le jeune homme s’en serait pris à Louise avec un couteau de poche Opinel après une défaite sur le jeu vidéo en ligne Fortnite qui l’aurait énervé,,. L'individu est décrit comme « violent et perturbé ». Il était connu de la police pour des délits mineurs et aurait également par le passé été violent à plusieurs reprises avec sa sœur.